# Margetići (Republika Serbska)
Margetići (cyr. Маргетићи) – wieś w Bośni i Hercegowinie, w Republice Serbskiej, w mieście Sarajewo Wschodnie, w gminie Sokolac. W 2013 roku liczyła 96 mieszkańców.